# Šeligo
Šeligo je priimek več znanih Slovencev:
- Aleš Šeligo (*1961), arhitekt
- Joža Šeligo (1911—1941), pesnik
- Primož Šeligo (*1966), diplomat
- Rudi Šeligo (1935—2004), pisatelj, dramatik, esejist in politik